# Metanastes bicornis
Metanastes bicornis är en skalbaggsart som beskrevs av Lea 1919. Metanastes bicornis ingår i släktet Metanastes och familjen Dynastidae. Utöver nominatformen finns också underarten M. b. papua.